# Пашич, Предраг
Пре́драг Па́шич (босн. Predrag Pašić; род. 18 октября 1958, Сараево) — югославский футболист, выступавший на позиции полузащитника. Участник чемпионата мира 1982 года в составе национальной сборной Югославии.

## Клубная карьера
Предраг Пашич родился 18 октября 1958 года в Сараево и был воспитанником одноимённого футбольного клуба. В 1975 году дебютировал во взрослом футболе за «Сараево», в котором провёл десять сезонов, приняв участие в 203 матчах чемпионата, в которых забил 44 гола. В этом клубе он был игроком стартового состава и капитаном команды, а также помог команде стать вице-чемпионом Югославии в 1980 году, добраться до финала Кубка Югославии в 1983 году и выиграть титул чемпиона Югославии в 1985 году. За свои выступления в сезоне 1984/1985 был признан лучшим игроком турнира.
В 1985 году перешёл в немецкий клуб «Штутгарт», за который отыграл 2 сезона. 5 октября 1985 года Пашич дебютировал в Бундеслиге в домашней игре против дюссельдорфской «Фортуны» (5:0). В 1986 году сыграл в финале Кубка ФРГ против мюнхенской «Баварии» (2:5). Играя в составе «Штутгарта», также в основном выходил на поле в основном составе команды и всего провёл в Бундеслиге 46 матчей, забив 7 голов.
Завершил карьеру футболиста в 1988 году в любительской немецкой команде «Мюнхен 1860», игравшей в Байернлиге, третьем дивизионе страны. После окончания игровой карьеры был директором юношеской футбольной школы «Бубамара» в Сараево.

## Карьера в сборной
В 1979 году Пашич привлекался в состав олимпийской сборной Югославии, с которой выиграл домашние Средиземноморские игры.
25 марта 1981 года дебютировал в официальных матчах в составе национальной сборной Югославии в товарищеском матче против Болгарии (2:1). 21 ноября 1981 года забил свой первый гол в составе сборной в матче в отборочном турнире чемпионата мира 1982 года против Люксембурга (5:0). В следующем году в составе сборной был участником чемпионата мира в Испании, но на поле на том турнире не выходил.
Последний раз сыграл за сборную 27 марта 1985 года в игре квалификации чемпионата мира 1986 года против сборной Люксембурга (1:0). Всего в течение карьеры в национальной команде, которая длилась 5 лет, провёл в её форме 10 матчей, забив 1 гол.

## Статистика

### Клубная
| Выступление      | Выступление      | Выступление      | Лига | Лига | Кубок | Кубок | Континент. | Континент. | Итого | Итого |
| Клуб             | Лига             | Сезон            | Игры | Голы | Игры  | Голы  | Игры       | Голы       | Игры  | Голы  |
| ---------------- | ---------------- | ---------------- | ---- | ---- | ----- | ----- | ---------- | ---------- | ----- | ----- |
| Сараево          | Первая лига      | 1975/1976        | 4    | 0    | 0     | 0     | —          | —          | 4     | 0     |
| Сараево          | Первая лига      | 1976/1977        | 1    | 0    | 0     | 0     | —          | —          | 1     | 0     |
| Сараево          | Первая лига      | 1977/1978        | 11   | 0    | 2     | 0     | —          | —          | 13    | 0     |
| Сараево          | Первая лига      | 1978/1979        | 27   | 5    | 1     | 0     | —          | —          | 28    | 5     |
| Сараево          | Первая лига      | 1979/1980        | 33   | 5    | 3     | 1     | —          | —          | 36    | 6     |
| Сараево          | Первая лига      | 1980/1981        | 28   | 5    | 1     | 0     | 2          | 2          | 31    | 7     |
| Сараево          | Первая лига      | 1981/1982        | 31   | 12   | 2     | 3     | —          | —          | 33    | 15    |
| Сараево          | Первая лига      | 1982/1983        | 12   | 2    | 1     | 2     | 4          | 4          | 17    | 8     |
| Сараево          | Первая лига      | 1983/1984        | 16   | 7    | 1     | 0     | —          | —          | 17    | 7     |
| Сараево          | Первая лига      | 1984/1985        | 33   | 9    | 1     | 0     | —          | —          | 34    | 9     |
| Сараево          | Первая лига      | 1985/1986        | 7    | 1    | 0     | 0     | 2          | 0          | 9     | 1     |
| Сараево          | Итого            | Итого            | 203  | 46   | 12    | 6     | 8          | 6          | 223   | 58    |
| Штутгарт         | Бундеслига       | 1985/1986        | 22   | 5    | 5     | 1     | —          | —          | 27    | 6     |
| Штутгарт         | Бундеслига       | 1986/1987        | 24   | 2    | 0     | 0     | 1          | 0          | 25    | 2     |
| Штутгарт         | Итого            | Итого            | 46   | 7    | 5     | 1     | 1          | 0          | 52    | 8     |
| Мюнхен 1860      | Байернлига       | 1987/1988        | 4    | 1    | —     | —     | —          | —          | 4     | 1     |
| Мюнхен 1860      | Итого            | Итого            | 4    | 1    | —     | —     | —          | —          | 4     | 1     |
| Всего за карьеру | Всего за карьеру | Всего за карьеру | 253  | 54   | 17    | 7     | 9          | 6          | 279   | 67    |

### Карьера в сборной
| Сборная   | Год   | Игры | Голы |
| --------- | ----- | ---- | ---- |
| Югославия | 1981  | 5    | 1    |
| Югославия | 1982  | 1    | 0    |
| Югославия | 1983  | 0    | 0    |
| Югославия | 1984  | 0    | 0    |
| Югославия | 1985  | 4    | 0    |
| Итого     | Итого | 10   | 1    |

### Голы за сборную
| # | Дата           | Место               | Противник  | Счёт | Результат | Соревнование     |
| - | -------------- | ------------------- | ---------- | ---- | --------- | ---------------- |
| 1 | 21 ноября 1981 | Нови-Сад, Югославия | Люксембург | 4:0  | 5:0       | Отбор на ЧМ-1982 |

## Достижения

### Клубные
«Сараево»
- Чемпион Югославии: 1984/1985

Югославия Олимпийская
- Средиземноморские игры: 1979

### Индивидуальные
- Лучший игрок чемпионата Югославии: 1984/1985

## Вне футбола
Отец Пашича был военным, он скончался и был похоронен в Белграде. Мать и брат Предрага живут в Белграде. У него две дочери, Аня и Дунджа.
В 2012 году Пашич стал одним из пяти героев документального фильма Les rebelles du foot, ведущим которого был Эрик Кантона. В этом фильме рассказывается, как Предраг, бросив вызов бомбардировкам и ненависти, решил основать многонациональную футбольную школу в осаждённом Сараево 1990-х годов.